# Banheira de hidromassagem

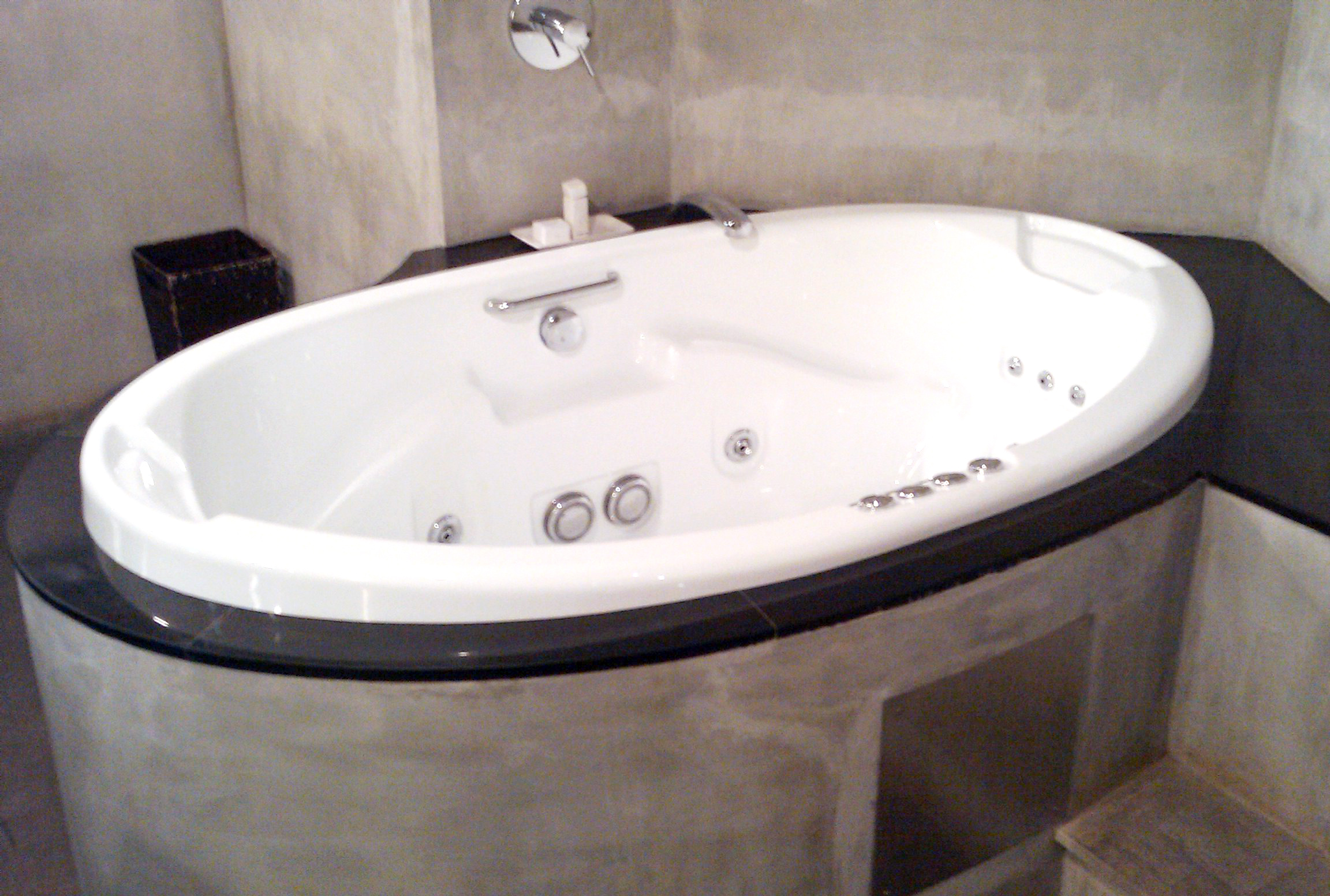
Uma banheira de hidromassagem

Banheira de hidromassagem ou jacúzi é uma banheira grande ou piscina pequena cheia de água aquecida usada para hidroterapia, relaxamento ou lazer. Alguns têm poderosos jatos para fins de massagem. As banheiras de hidromassagem são por vezes também conhecidas como spas ou pelo nome comercial Jacuzzi.
Em contraste com uma típica banheira, uma banheira de hidromassagem é concebida para ser usada por mais de uma pessoa de cada vez, com diversos modelos acomodando quatro pessoas. As banheiras de hidromassagem estão geralmente localizadas ao ar livre, embora possam ser instaladas em ambientes fechados. Além disso, a água de uma banheira de hidromassagem não é alterada em cada utilização, mas é mantida higienizada utilizando métodos semelhantes aos utilizados para o saneamento das piscinas. Outra diferença entre banheiras comuns e banheiras de hidromassagem é que sabonetes e xampus não são usados em banheiras de hidromassagem com jatos úmidos (embora eles podem ser usados em banheiras de hidromassagem com jatos de ar).

## História
Os primeiros banhos quentes eram caldeiras, nas quais eram colocadas pedras quentes para aquecer a água. As termas de Icaria têm sido um local muito popular, especialmente para a hidroterapia, desde o século IV a.C. Os restos de banhos de mármore em ruínas, juntamente com um aqueduto pré-histórico encontrado na área, são uma forte evidência da popularidade do local nos tempos antigos.
Em 737 d.C., o primeiro onsen do Japão foi inaugurado perto de Izumo, Shimane, e séculos mais tarde foram construídos os primeiros rekans (estalagens) que ofereciam comida, alojamento e instalações balneares, chamados ofuro.
Na Roma antiga, existiam três tipos de banhos: os domésticos (balnea), os privados (balnea privata) e os públicos (balnea publica). A prática balnear estava tão enraizada que as legiões romanas, durante a sua longa ocupação de terras estrangeiras, construíram os seus próprios banhos minerais e termais nas terras recém-conquistadas. 
Nos anos 40, começaram a aparecer banheiras de hidromassagem inspiradas no Ofuro japonês. As bombas de hidroterapia foram apresentadas pela Jacuzzi. As banheiras de hidromassagem com estrutura em fibra de vidro surgiram por volta de 1970 e foram rapidamente suplantadas por estruturas em acrílico moldado. 

## Segurança
A permanência na água acima da temperatura normal do corpo pode causar sonolência, o que pode levar à perda de consciência e, subsequentemente, ao afogamento. Recomenda-se que a temperatura da água nunca exceda os 40 graus Celsius. Uma temperatura de 37 graus Celsius é considerada segura para um adulto saudável. A imersão em água a mais de 39 graus Celsius pode causar danos ao feto durante os primeiros três meses de gravidez.
Recomenda-se também a instalação de dispositivos de corrente residual para proteção contra choques eléctricos. O grande perigo associado à eletrocussão na água é que uma pessoa pode ficar imobilizada e incapaz de se salvar ou de pedir ajuda, afogando-se depois.